# Njegoš Petrović
Njegoš Petrović (Krupanj, Serbia, 18 de julio de 1999) es un futbolista serbio que juega en la demarcación de centrocampista para el F. K. Vojvodina de la Superliga de Serbia.

## Trayectoria
Empezó a formarse como futbolista en el F. K. Rad durante cuatro años, hasta que finalmente el 30 de julio de 2016 debutó con el primer equipo en la Superliga de Serbia en un partido contra el F. K. Voždovac Belgrado. Jugó en el club durante cuatro temporadas. En el mercado veraniego de 2019 se marchó al Estrella Roja de Belgrado por 400 000 € hasta 2023. Con este equipo ganó en dos ocasiones la Superliga y una Copa de Serbia antes de ser traspasado en enero de 2022 al Granada C. F. Estuvo un par de años en España y en enero de 2024 regresó a Serbia para jugar cedido en el F. K. Vojvodina hasta el final de la temporada.

## Estadísticas

### Clubes
Actualizado al último partido disputado el 19 de diciembre de 2023.
| Club                             | Div.          | Temporada     | Liga  | Liga  | Copas nacionales | Copas nacionales | Copas internacionales | Copas internacionales | Total | Total |
| Club                             | Div.          | Temporada     | Part. | Goles | Part.            | Goles            | Part.                 | Goles                 | Part. | Goles |
| -------------------------------- | ------------- | ------------- | ----- | ----- | ---------------- | ---------------- | --------------------- | --------------------- | ----- | ----- |
| F. K. Rad Belgrado Serbia        | 1.ª           | 2016-17       | 9     | 0     | 1                | 0                | ―                     | ―                     | 10    | 0     |
| F. K. Rad Belgrado Serbia        | 1.ª           | 2017-18       | 25    | 2     | 1                | 0                | ―                     | ―                     | 26    | 2     |
| F. K. Rad Belgrado Serbia        | 1.ª           | 2018-19       | 28    | 1     | 0                | 0                | ―                     | ―                     | 28    | 1     |
| F. K. Rad Belgrado Serbia        | 1.ª           | 2019-20       | 2     | 0     | 0                | 0                | ―                     | ―                     | 2     | 0     |
| F. K. Rad Belgrado Serbia        | Total club    | Total club    | 64    | 3     | 2                | 0                | 0                     | 0                     | 66    | 3     |
| Estrella Roja de Belgrado Serbia | 1.ª           | 2019-20       | 17    | 1     | 2                | 0                | 6                     | 0                     | 25    | 1     |
| Estrella Roja de Belgrado Serbia | 1.ª           | 2020-21       | 35    | 1     | 2                | 0                | 10                    | 1                     | 47    | 2     |
| Estrella Roja de Belgrado Serbia | 1.ª           | 2021-22       | 12    | 0     | 1                | 0                | 2                     | 0                     | 15    | 0     |
| Estrella Roja de Belgrado Serbia | Total club    | Total club    | 64    | 2     | 5                | 0                | 18                    | 1                     | 87    | 3     |
| Granada C. F. · España           | 1.ª           | 2021-22       | 15    | 0     | 0                | 0                | ―                     | ―                     | 15    | 0     |
| Granada C. F. · España           | 2.ª           | 2022-23       | 26    | 0     | 1                | 0                | ―                     | ―                     | 27    | 0     |
| Granada C. F. · España           | 1.ª           | 2023-24       | 10    | 0     | 1                | 0                | —                     | —                     | 11    | 0     |
| Granada C. F. · España           | Total club    | Total club    | 51    | 0     | 2                | 0                | 0                     | 0                     | 53    | 0     |
| Total carrera                    | Total carrera | Total carrera | 179   | 5     | 9                | 0                | 18                    | 1                     | 206   | 6     |

## Palmarés

### Títulos nacionales
| Título              | Club                      | País   | Año  |
| ------------------- | ------------------------- | ------ | ---- |
| Superliga de Serbia | Estrella Roja de Belgrado | Serbia | 2020 |
| Superliga de Serbia | Estrella Roja de Belgrado | Serbia | 2021 |
| Copa de Serbia      | Estrella Roja de Belgrado | Serbia | 2021 |